# 姑蘇区
座標: 北緯31度18分 東経120度37分 / 北緯31.300度 東経120.617度
姑蘇区（こそく）は、中華人民共和国江蘇省蘇州市に位置する市轄区。

## 概要

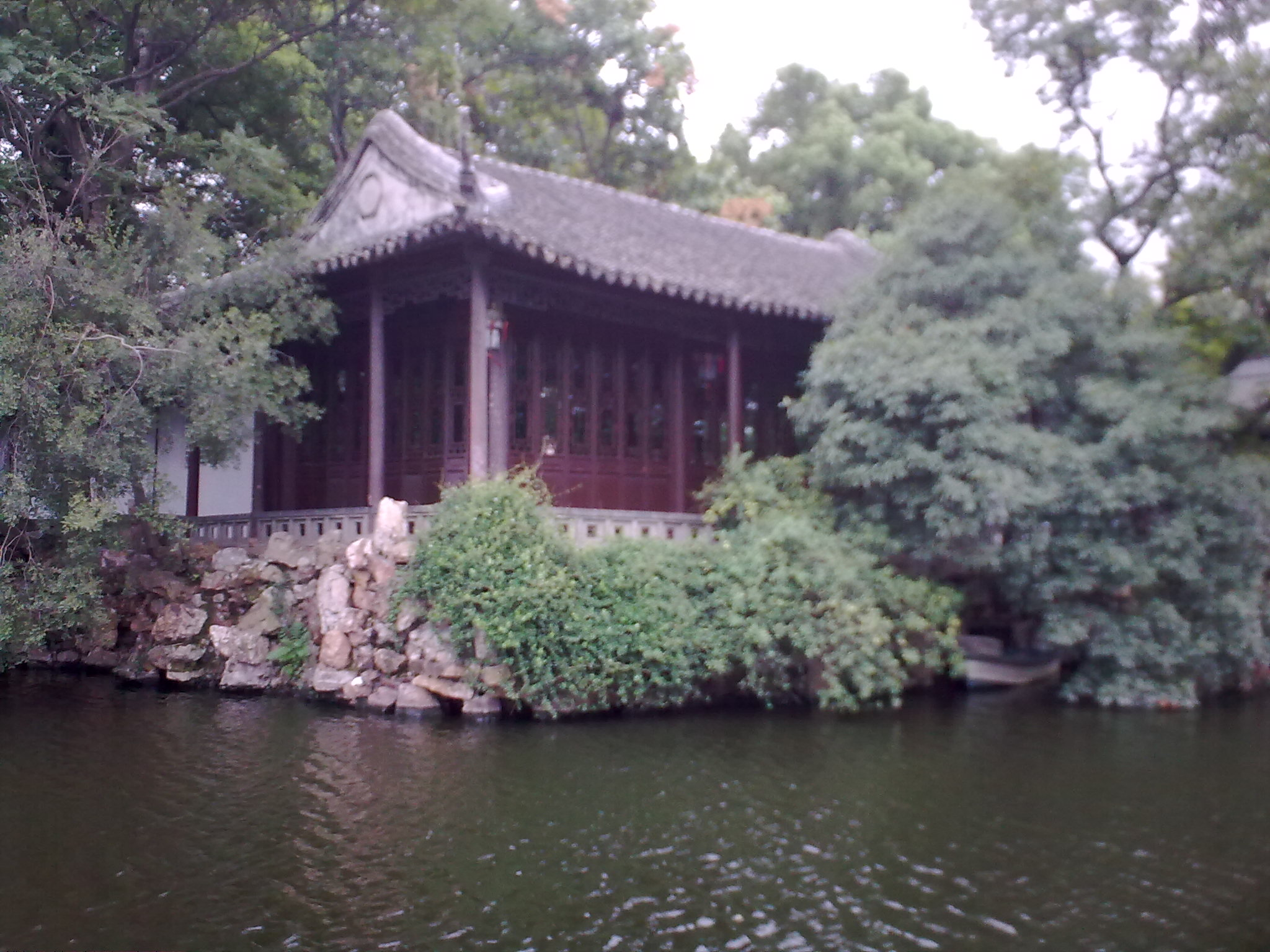
滄浪亭

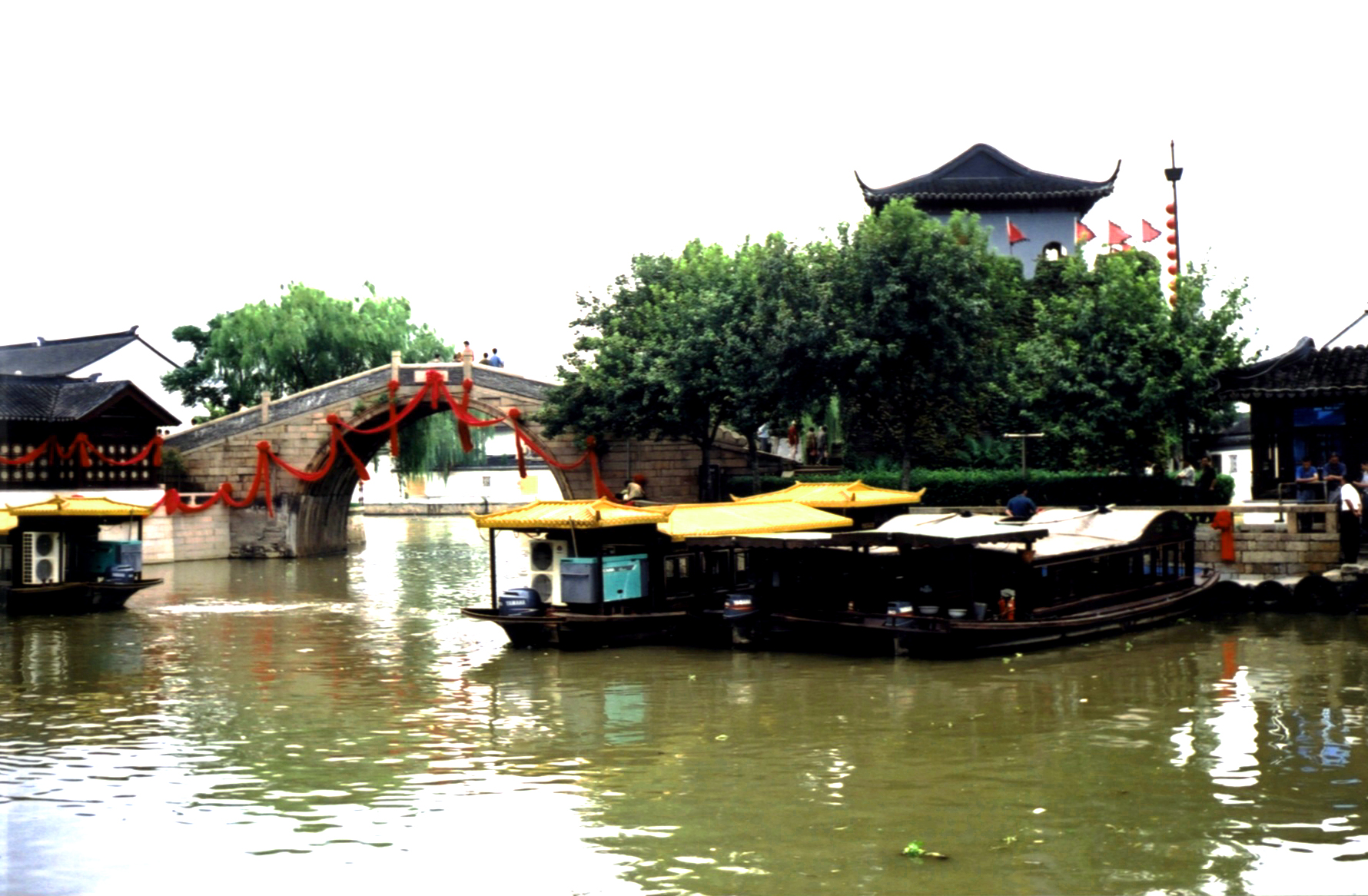
寒山寺近くの楓橋

中国-シンガポール蘇州工業園区を含めると、面積は84平方キロメートルで75万4800人の人口を有している区。2012年10月26日に滄浪区、平江区、金閶区が合併して誕生した。また、世界遺産の蘇州古典園林が所在する。

## 行政区画
- 街道:白洋湾街道、平江街道、金閶街道、滄浪街道、双塔街道、虎丘街道、蘇錦街道、呉門橋街道

## 名所・旧跡
- 蘇州古典園林 - 世界遺産登録された9ヶ所の庭園のうち、8ヶ所が区内にある。
  - 拙政園、留園、滄浪亭、獅子林、芸圃、耦園、網師園、環秀山荘
- 報恩寺塔 - 別名「北寺塔」。南宋時代に建てられた塔。
- 雲岩寺塔 - 別名「虎丘塔」。呉越国の時代に建てられた塔で、傾いている。
- 瑞光塔 - 北宋時代に建てられた塔。
- 甲辰巷磚塔 - 宋代に建てられた塔。
- 羅漢院双塔 - 北宋時代に建てられた塔が2つ並んでいる。
- 蘇州文廟 - 孔子廟。現在残るのは明代の建物。
- 蘇州府城隍廟 - 明代初期に建てられた城隍廟。
- 玄妙観 - 南宋時代の建物が残る道観。
- 盤門 - 元代に建てられた城門。
- 全晋会館 - 清代に建てられた会館。
- 嘉応会館 - 清代に建てられた会館。
- 太平天国忠王府 - 李秀成の邸宅。
- 寒山寺 - 張継の詩などで名高い寺。
- 曲園 - 兪樾の旧居。

## 出身者
- 顧頡剛 - 歴史学者。
- 韓雪 - 女優、歌手。